# 定額減税
定額減税（ていがくげんぜい）とは、所得税と住民税を一定の額で減税する措置である。定率減税と同じく、本則により算出された課税予定額から時限適用の条項に基づき算出された額を減額する減税方法である。

## 日本の定額減税

### 平成10年度
1998年（平成10年）度、橋本内閣において2回実施された。

### 平成20年度の定額給付金
2008年（平成20年）、公明党・上田勇衆議院議員の提案をきっかけに政府・与党の「安心実現のための緊急総合対策」において年度内実施として盛り込まれた後、麻生内閣の追加経済対策の柱として2兆円を限度とする生活支援定額給付金として給付金方式に変更され、定額給付金として発表された。低・中所得者の相対的税負担を軽減する目的があり、定率減税（2007年（平成19年）廃止）とは違う。

### 令和6年度以降
2023年12月22日に閣議決定された「令和6年度税制改正の大綱」によると、賃金上昇が物価高に追いついていない国民の負担を緩和するために、デフレ脱却のための一時的な措置として、2024年分の所得税から一人当たり3万円分、住民税から同1万円分の定額減税を実施する。なお、IMFは、定額減税について、「債務の状況を悪化させる一方、成長に及ぼす影響は限定的」「財政政策は引き締められるべきで、的を絞らない減税策は必要ない」などと批判している。
事業者の経理の事務作業や納税が複雑になっている一方で、給付金の手続きを行ってきた自治体の作業は軽減された。呼び名は「定額減税」だが、給与の源泉徴収額が定額減税額（3万円×減税人数分）未満の人には給付金（定額減税調整給付金、調整給付）を配る他、非課税世帯等には給付金（低所得者支援給付金）も配るため、定額減税と給付金の組合せになっている。
給与所得の源泉徴収では、まず何人分の定額減税をすべきか把握するために、「扶養控除等申告書」だけでは不十分の場合は、給与所得者から同一生計配偶者と扶養親族の数を「源泉徴収に係る定額減税のための申告書」で申告してもらう。そして、2024年6月1日以後最初に支払われる給与等から累計額が3万円×減税人数分に到達するまで、源泉徴収の際に控除する。源泉徴収1ヶ月分が3万円×減税人数分未満の場合があるため、各人別控除事績簿に毎月どれだけ控除したかを記載していく。そして、その金額を源泉徴収簿と給与明細書に転記する。さらに、これらを年末調整の所得税の計算の際に反映させる。
年金をもらっている給与所得者は、年金側で3万円減税され給与側でも3万円減税されるので（重複控除）、所得税の確定申告の際に3万円を戻す必要がある。制度が複雑なため、他にも2重に減税されるパターンが存在するが、所得税の確定申告不要に該当すれば確定申告をして重複控除の精算の義務はない。
給与所得者の住民税の定額減税は、2023年分の所得等から算出された2024年度分個人住民税等の特別徴収税額決定書に基づき、定額減税後の税額について11分割の特別徴収になる。また、控除対象配偶者以外の同一生計配偶者（非控除対象配偶者など）については2025年度分個人住民税等で行われるため、同一配偶者が2年間続けて適用を受けられることがある。